# Interstate 8
Interstate 8 (I-8) – amerykańska autostrada międzystanowa o długości 348,25 mil (560,45 km) przebiegająca przez Kalifornię i Arizonę, równolegle do granicy amerykańsko-meksykańskiej. Łączy ona San Diego z miastem Casa Grande położonym pomiędzy Phoenix a Tucson. Do granicy z Arizoną znana jako Kumeyaay Highway, a w San Diego jako Mission Valley Freeway.